# 221e brigade de chars
Pour les articles homonymes, voir 221e brigade.
La 221e brigade de chars (en russe : 221-я танковая бригада) est une unité blindée de l'Armée rouge pendant la Seconde Guerre mondiale. Créée en août 1942 dans le district militaire de Moscou, elle est dissoute en octobre.

## Historique
La brigade est créée le 6 août 1942 dans le centre d'instruction des véhicules blindés du district militaire de Moscou, comme brigade d'entraînement pour les tankistes de l'Armée rouge avant la réception de nouveaux chars.
Le 8 octobre, la brigade compte 5 chars KV, 24 T-34 et 20 T-70. Elle dissoute au milieu de ce mois et donne naissance au 221e régiment indépendant de chars et au 2e régiment de chars lourds de percée de la Garde (ru).